# Rumale
Rumale – gaun wikas samiti w zachodniej części Nepalu w strefie Karnali w dystrykcie Mugu. Według nepalskiego spisu powszechnego z 2011 roku liczył on 292 gospodarstwa domowe i 1785 mieszkańców (877 kobiet i 908 mężczyzn).